# فرودگاه مازاما تیمبر پد
فرودگاه مازاما تیمبر پد (به انگلیسی: Mazama Timber Pad) یک فرودگاه خصوصی است . این فرودگاه در شهر کرسول، اورگن کشور ایالات متحده آمریکا قرار دارد و در ارتفاع ۱۶۳ متری از سطح دریا واقع شده‌است.